# じゃじゃじゃFriday
『じゃじゃじゃFriday』（じゃじゃじゃフライデー）は、2005年10月7日から2014年3月28日までの毎週金曜日にIBC岩手放送で放送されていたテレビ番組。通称「じゃじゃ金（きん）」。

## 概要
土曜午前のワイド番組『じゃじゃじゃTV』の姉妹番組として、火曜午前に放送されていた『たまてばこ火曜館』をリニューアル・移動する形でスタート。スタジオセットは『じゃじゃじゃTV』と共通（一部オブジェ類を追加）。2007年7月6日よりハイビジョン制作開始。
『じゃじゃじゃTV』のような特集コーナーは無く、番組のほとんどはインフォマーシャル。『たまてばこ火曜館』同様、生鮮市場関係者による旬の食材を紹介するコーナーがあるほか、広告主の企業の担当者自らがスタジオに登場し、商品説明を行うゲストコーナーもあった。
司会者陣はフリートークで場をつなぐことが多く、ラジオ局（ラテ兼営）でもある同社のノウハウが生かされた作りであった。
2014年3月で終了、翌4月からは帯番組「こびチャン!」としてリニューアルされたものの2ヶ月で終了。同年7月より『金曜情報館』として再リニューアルされた。

## 放送日時
| 期間          | 期間          | 放送時間（JST）            |
| ------------- | ------------- | -------------------------- |
| 2005年10月7日 | 2009年3月27日 | 金曜 9:55 - 10:50（55分）  |
| 2009年4月3日  | 2011年3月11日 | 金曜 9:55 - 10:25（30分）  |
| 2011年4月15日 | 2011年4月29日 | 金曜 10:55 - 11:20（25分） |
| 2011年5月6日  | 2011年6月24日 | 金曜 10:50 - 11:20（30分） |
| 2011年7月1日  | 2013年3月29日 | 金曜 9:55 - 10:25（30分）  |
| 2013年4月5日  | 2014年3月28日 | 金曜 9:55 - 10:20（25分）  |

2009年4月の放送時間縮小後も、不定期で放送時間を55分に拡大する場合があった。
東北地方太平洋沖地震の発生後は放送を休止していたが、2011年4月15日から放送時間を繰り下げて再開。同年7月1日から元の時間での放送に戻っている。

## 出演者
特記がない限り、全てIBCアナウンサー（担当当時）。
司会
- 佐藤雪江（フリーアナウンサー、2005年10月7日 - 2006年9月29日）
- 瀬谷佳子（2005年10月7日 - 2012年3月30日）
- 村木香織（フリーアナウンサー、2006年9月29日 - 2007年1月26日）
- 貞平麻衣子（2007年2月1日 - 3月30日）
- 江幡平三郎（レポーター兼任）
- 神山浩樹（2007年4月6日 - 2012年9月28日）
- 甲斐谷望（2012年4月6日 - 2013年3月29日）
- 高橋圭太（2012年10月5日 - 2014年3月28日）
- 土村萌（2013年4月5日 - 9月27日）
- 奥村奈穂美（2013年10月4日 - 2014年3月28日）
- 風見好栄（番組内コーナー「ヘルシーお魚倶楽部」担当）

レポーター
- 斉藤光子（フリーアナウンサー）

その他、代理司会として菊池幸見、大原崇史、千葉星子などが出演した事がある。